# Friedrich Weber (Oberland)
Pour les articles homonymes, voir Friedrich Weber (homonymie) et Weber.
Friedrich Weber, Dr (Francfort-sur-le-Main 30 janvier 1892- Francfort-sur-le-Main 19 juillet 1954), vétérinaire de profession, était un homme politique nationaliste bavarois, dirigeant du groupe Oberland. Il prit part au putsch de la brasserie aux côtés d’Adolf Hitler. Après la prise du pouvoir par les nazis, il fit une carrière dans l’appareil d’état. Après la Seconde Guerre mondiale, il reprit sa profession de vétérinaire jusqu’à sa mort.

## Biographie
Friedrich Weber s’inscrit à l’Université Louis et Maximilien de Munich durant l’été 1912 pour y suivre des études de vétérinaire. En août 1914, il rejoint l’armée au sein du 1er régiment royal bavarois de cavalerie lourde‚ Prinz Karl von Bayern. Après la Première Guerre mondiale, il reprend ses études qu’il termine en 1919. Au cours de la même année, il prend part, sous les ordres de Franz Ritter von Epp à l’écrasement de la république des conseils de Bavière.
En mars 1920, au sein du Freikorps Godin, il participe à la répression de l’insurrection déclenchée par la gauche dans la Ruhr. À partir du 1er octobre 1920, il est nommé assistant à la faculté d’études vétérinaires de l’université de Munich, où il décroche son doctorat en 1922.
En 1921, Weber rejoint le Freikorps Oberland ; après la dissolution de cette organisation, il la renomme Bund Oberland et en prend la direction. C’est à ce titre qu’il prend part au putsch de la brasserie de 1923 ; accusé de haute trahison, il est condamné, le 1er avril 1924 à cinq ans d’emprisonnement en forteresse. Après cette condamnation, il est démis de ses fonctions universitaires. Il est libéré au printemps 1925.
À l’automne 1926, Weber ouvre un cabinet de vétérinaire. Après la prise du pouvoir par les nazis, il est nommé, le 1er mai 1933 conseiller vétérinaire de première classe au ministère bavarois de l’intérieur. Grâce aux contacts qu’il continue à entretenir avec Hitler, il est nommé, le 25 août 1933 délégué de la direction du Reich du parti nazi pour la coordination de la médecine vétérinaire et à la création d’un chambre de médecine vétérinaire du Reich. Le 15 février 1934, il devient Reichsführer des vétérinaires allemands.
Il continue à poursuivre une carrière officielle sous le troisième Reich, passant de 1934 à 1936, de conseiller ministère de l’intérieur du Reich à un poste de directeur. Le 26 juillet 1939, il est nommé professeur honoraire de médecine vétérinaire à l’université de Humboldt à Berlin.
Après avoir été capturé par les troupes américaines en mai 1945, il est envoyé en camps de travail, étant classé dans la catégorie des principaux responsables du régime nazi (Groupe I) ; après plusieurs procédures de révision, il est finalement repris dans la catégorie IV, qui regroupe les sympathisants nazis.
Après sa libération, il reprend sa profession de vétérinaire, qu’il exerce jusqu’à son décès, le 19 juillet 1954.